# Romeu Silva
Pour les articles homonymes, voir Romeu et Silva.
Romeu Fernando Fernandes da Silva, plus communément appelé Romeu, est un footballeur portugais né le 4 mars 1954 à Vila Praia de Âncora. Il évoluait au poste de milieu.

## Biographie

### En club
Romeu évolue toute sa carrière au Portugal. Il porte les maillots des trois grands, à savoir le Benfica Lisbonne, le FC Porto et le Sporting Portugal. Il joue également en faveur du Vitória Guimarães,.
Il dispute un total de 250 matchs en première division portugaise, inscrivant 32 buts. Il réalise sa meilleure performance lors de la saison 1974-1975, où il inscrit 10 buts. Il est sacré champion du Portugal avec le Benfica Lisbonne à deux reprises, en 1976 puis en 1977.
Au sein des compétitions continentales européennes, il dispute six matchs en Coupe d'Europe des clubs champions, 13 en Coupe de l'UEFA, et trois en Coupe des coupes (un but). Il est quart de finaliste de la Coupe des coupes en 1982, en étant battu par le Standard de Liège.

### En équipe nationale
International portugais, il reçoit 11 sélections en équipe du Portugal entre 1974 et 1982, pour aucun but marqué ,.
Il joue son premier match en équipe nationale le 3 avril 1974, en amical contre l'Angleterre (match nul 0-0 à Lisbonne). 
Son dernier match a lieu le 17 février 1982, contre l'Allemagne de l'Ouest (défaite 1-3 à Hanovre).

## Palmarès
Avec le Benfica Lisbonne :
- Champion du Portugal en 1976 et 1977

Avec le FC Porto :
- Vice-champion du Portugal en 1980, 1981 et 1983
- Finaliste de la Coupe du Portugal en 1980, 1981 et 1983
- Vainqueur de la Supercoupe du Portugal en 1981

Avec le Sporting Lisbonne :
- Vice-champion du Portugal en 1985